# São Miguel de Alcainça
São Miguel de Alcainça foi uma freguesia portuguesa do município de Mafra, com 7,07 km² de área e 1 764 habitantes (2011). Densidade: 249,5 hab/km².
Foi extinta (agregada) pela reorganização administrativa de 2012/2013, sendo o seu território integrado na União das Freguesias de Malveira e São Miguel de Alcainça.

## População
| População da freguesia de São Miguel de Alcainça | População da freguesia de São Miguel de Alcainça | População da freguesia de São Miguel de Alcainça | População da freguesia de São Miguel de Alcainça | População da freguesia de São Miguel de Alcainça | População da freguesia de São Miguel de Alcainça | População da freguesia de São Miguel de Alcainça | População da freguesia de São Miguel de Alcainça | População da freguesia de São Miguel de Alcainça | População da freguesia de São Miguel de Alcainça | População da freguesia de São Miguel de Alcainça | População da freguesia de São Miguel de Alcainça | População da freguesia de São Miguel de Alcainça | População da freguesia de São Miguel de Alcainça | População da freguesia de São Miguel de Alcainça |
| ------------------------------------------------ | ------------------------------------------------ | ------------------------------------------------ | ------------------------------------------------ | ------------------------------------------------ | ------------------------------------------------ | ------------------------------------------------ | ------------------------------------------------ | ------------------------------------------------ | ------------------------------------------------ | ------------------------------------------------ | ------------------------------------------------ | ------------------------------------------------ | ------------------------------------------------ | ------------------------------------------------ |
| 1864                                             | 1878                                             | 1890                                             | 1900                                             | 1911                                             | 1920                                             | 1930                                             | 1940                                             | 1950                                             | 1960                                             | 1970                                             | 1981                                             | 1991                                             | 2001                                             | 2011                                             |
|                                                  |                                                  |                                                  |                                                  |                                                  |                                                  |                                                  |                                                  |                                                  |                                                  |                                                  |                                                  | 778                                              | 1 170                                            | 1 764                                            |

Criada pela Lei n.º 100/85  ,  de 4 de Outubro,  com lugares das freguesias de Igreja Nova e Malveira

## Etimologia
O seu nome deriva do árabe al-kanisa, isto é, «igreja», o que demonstra a antiguidade da localidade.

## Património
- Portal manuelino da antiga Capela do Espírito Santo de Alcainça Grande